# Viento negro
Viento negro es una película de drama mexicana de 1964 escrita y dirigida por Servando González, y protagonizada por David Reynoso, Jose Elías Moreno, Eleazar García «Chelelo» y Enrique Lizalde. Es una adaptación de la novela "El muro y la trocha" de Mario Martini

## Sinopsis
La cinta trata sobre un equipo de construcción de vías de tren que labora en el área del desierto de Altar, Sonora cuyo inclemente clima influye entre los miembros del equipo. Uno de los ingenieros, egresado de la UNAM (interpretado por Enrique Lizalde ), es el hijo del capataz de la obra. Esta película está basada en un argumento original de Mario Martini el cual ganó el Premio Nacional de Argumentos Cinematográficos en 1960 y está basado en hechos reales. Se cree que la construcción del ferrocarril por el desierto de Altar evitó que la península de Baja California fuera anexada a los Estados Unidos de América.[cita requerida]
El drama personal y matrimonial de Manuel Iglesias (interpretado por David Reynoso), jefe principal de cuadrilla de los obreros que tendían las redes de ferrocarril para unir al ferrocarril del sur con el del norte en México por el desierto de Sonora, está tejido alrededor de un hecho histórico: El trágico deceso de un ingeniero y tres asistentes más que antes de morir de sed en el desierto, dejaron anotados los datos requeridos para unir las dos líneas ferroviarias.
Manuel Iglesias aparenta ser un hombre duro y sin corazón, lo que es reforzado por su comportamiento en el trabajo ya que antepone la misión de la empresa antes que nada, lo que le acarrea el rencor de sus subordinados. En el fondo es un hombre noble y cariñoso. Sufre mucho por la ambición sin medida de su esposa, que lo humilla por no haber podido lograr el título universitario de ingeniero, y que busca alejarlo del hijo de ambos, Jorge. El muchacho ha logrado obtener su título de Ingeniero Topógrafo y ha conseguido trabajo junto a su padre. 
Manuel Iglesias tiene un antiguo amigo que lo estima mucho. Mientras tanto un niño, perteneciente al Pueblo mayo, que sirve café en el campamento se está encariñando con Manuel Iglesias, y aparentemente él no lo nota. En esos días, recibe la petición de divorcio de su esposa. Al saberse que los integrantes de la misión de trazo lejos del campamento, entre los que se encuentra su hijo, se habían perdido en el desierto, Iglesias no hace nada por ir al rescate de su propio hijo hasta que recibe órdenes precisas del ingeniero principal. Ante eso, forma cuadrilla y por días y noches busca a su hijo y compañeros hasta que los encuentra muertos.
Al terminar el trabajo, y el día de la celebración de la unión de las vías, en la ceremonia, Iglesias se aleja cuando se está recordando a los trabajadores muertos. Sin que él se dé cuenta, el niño lo sigue de cerca. Entonces Iglesias recuerda con dolor una frase que le dijo a su amigo quien resultó muerto también en la misión de trazo: "Tengo tres razones para vivir: Mi hijo, partir este desierto y tu amistad". Y tira con violencia en la arena el escudo de la compañía que portaba su hijo. Al no existir ya ninguna de ellas, decide ir a perderse en el desierto, pero al haber caminado un trecho se da cuenta de que alguien lo sigue, es el niño. Iglesias trata de hacerlo regresar, primero con dulzura y, al insistir el niño, lo avienta con violencia, pero el niño se aferra a su pierna. Entonces, Iglesias, al ver la desesperación y el dolor del niño, se enternece, lo levanta y ve que el niño trae en su camisa el escudo de la compañía de su hijo. Mientras comienza a escucharse el fondo musical de "La Rielera" luego lo abraza con ternura y de la mano regresan los dos corriendo, ya alegres, a alcanzar el tren que comienza a alejarse. La toma final es aérea y se ve a los dos trenes en movimiento: uno al norte y el otro al sur.

## Reparto
- David Reynoso — Manuel Iglesias
- José Elías Moreno — Lorenzo Montes
- Eleazar García «Chelelo» — Picuy
- Enrique Lizalde — Jorge Iglesias
- Luis Aragón — Armando Iglesias
- Fernando Luján — Ingeniero Julio
- Jorge Martínez de Hoyos — Eulalio
- Enrique Aguilar — Ingeniero Antonio López
- Miguel Suárez — Funcionario
- José Carlos Ruiz — Pablo Penados
- Rodolfo Landa — Ingeniero Fernández
- Roberto Cobo — Ingeniero Carlos Jiménez
- José Torvay — Nabor Camargo
- Marianela Peña — La Venada
- Guillermo Álvarez Bianchi — el griego
- Gerardo Zepeda — Javier Santana, 'El Pequeño'
- Aarón Hernán —
- J.Guillermo Sánchez G. — El niño

## Comentarios
Este filme ocupa el lugar 88 dentro de la lista de las 100 mejores películas del cine mexicano, según la opinión de 25 críticos y especialistas del cine en México, publicada por la revista Somos en julio de 1994.